# Хелман, Джош
Джошуа Хелман (англ. Josh Helman; род. 22 февраля 1986, Аделаида, Южная Австралия, Австралия) — австралийский актёр. Наиболее известен по роли Слита в боевике «Безумный Макс: Дорога ярости» (2015), Уильяма Страйкера в супергеройском фильме «Люди Икс: Дни минувшего будущего» (2014) и его продолжении «Люди Икс: Апокалипсис» (2016), а также Стротуса в боевике «Фуриоса: Хроники Безумного Макса» (2024). Он также снялся в нескольких телесериалах, а также в фильмах «Джек Ричер» (2012), «Охотник на монстров» (2020) и «Тринадцать жизней» (2022).

## Биография

### Ранняя жизнь
Хелман родился в Аделаиде, Южная Австралия.

### Карьера
Хелман начал сниматься, получив постоянную роль в австралийском телешоу «Дома и в пути» в 2007 году, сыграв Денни Мейтланда. Затем он получил небольшую роль в короткометражном фильме «Мнение Эйдана» (2009), где сыграл злоумышленника, пытающегося проникнуть в дом главного героя. Несколько лет спустя он получил роль капрала Лью «Гуся» Джергенса в американском телесериале «Тихий океан». Он снялся в шести эпизодах. Затем он был подписан с американским агентством талантов The Gersh Agency. Дебют в кино состоялся в 2012 году, когда он получил роль Джеба Оливера в фильме «Джек Ричер». Он вернулся в Австралию и получил роль в фильме «Ослепляющий», основанном на драме о футболе австралийских правил. В 2011 году Хелман сыграл в оригинальной постановке «Ремонт малых двигателей» в лос-анджелесском театре; он также принял участие в его экранизации, производство которого началось зимой 2019 года.
Он снялся в фильме по комиксам Marvel «Люди Икс: Дни минувшего будущего» в роли Уильяма Страйкера, который, судя по кадрам, является молодой/1973 версией Страйкера, сыгранного Брайаном Коксом в фильме «Люди Икс 2» (2003), игнорируя раннюю/1973/1979 версию Страйкера, сыгранную Дэнни Хьюстоном в фильме «Люди Икс: Начало. Росомаха» (2009). Позже он сыграл Слита, вместе с двукратным коллегой по фильму «Люди Икс» Николасом Хоултом, в сиквеле «Безумный Макс: Дорога ярости» (2015). В 2016 году у него была главная роль во втором сезоне телесериала «Сосны», а в 2024 году он сыграл Стротуса, сына Несмертного Джо, в приквеле «Фуриоса: Хроники Безумного Макса».

## Фильмография

### Фильмы
| Год  | Русское название                 | Оригинальное название               | Роль                                         | Примечания                        |
| ---- | -------------------------------- | ----------------------------------- | -------------------------------------------- | --------------------------------- |
| 2007 | Все мои друзья покидают Брисбен  | All My Friends Are Leaving Brisbane | Гость вечеринки / Гость свадьбы              | Независимый фильм, дебютный фильм |
| 2009 | Мнение Эйдана                    | Aidan's View                        | Злоумышленник                                | Короткометражный фильм            |
| 2012 | Джек Ричер                       | Jack Reacher                        | Джеб                                         |                                   |
| 2013 |                                  | Blinder                             | Мортс                                        |                                   |
| 2014 | Люди Икс: Дни минувшего будущего | X-Men: Days of Future Past          | Уильям Страйкера Мистик (в облике Страйкера) |                                   |
| 2015 | Безумный Макс: Дорога ярости     | Mad Max: Fury Road                  | Слит                                         |                                   |
| 2015 | Дома с Мистикой                  | At Home with Mystic                 | Арни                                         | Короткометражный фильм            |
| 2015 | Страна под названием Дом         | A Country Called Home               | Джеймс                                       |                                   |
| 2016 | Падение                          | Falling                             | Малькольм Вашингтон                          |                                   |
| 2016 | Люди Икс: Апокалипсис            | X-Men: Apocalypse                   | Уильям Страйкер                              |                                   |
| 2016 | Сумасшедшая леди-кошка           | Crazy Cat Lady                      | Good Date                                    |                                   |
| 2017 | Кейт не умеет плавать            | Kate Can't Swim                     | Ник                                          |                                   |
| 2017 | Меня зовут Ленни                 | My Name Is Lenny                    | Ленни Маклейн                                |                                   |
| 2018 | Подводное течение                | Undertow                            | Бретт                                        |                                   |
| 2018 | Конец света, каким мы его знаем  | The End of the World As We Know It  | Куинн                                        | Телефильм                         |
| 2019 | Пир семи рыб                     | Feast of the Seven Fishes           | Джук                                         |                                   |
| 2019 | Уошлендский экспресс             | Washland Express                    | Джеймс                                       | Короткометражный фильм            |
| 2020 | Охотник на монстров              | Monster Hunter                      | Стилер                                       |                                   |
| 2021 | Ремонт малых двигателей          | Small Engine Repair                 | Энтони Романовски                            |                                   |
| 2022 | Тринадцать жизней                | Thirteen Lives                      | Майор Ходжес                                 |                                   |
| 2024 | Фуриоса: Хроники Безумного Макса | Furiosa: A Mad Max Saga             | Стротус                                      | [ 3 ]                             |

### Сериалы
| Год  | Русское название    | Оригинальное название | Роль                                       | Примечания                                                                     |
| ---- | ------------------- | --------------------- | ------------------------------------------ | ------------------------------------------------------------------------------ |
| 2007 | Домой и в путь      | Home and Away         | Денни Мейтленд                             | 5 серий                                                                        |
| 2009 | Дочери Маклеода     | McLeod's Daughters    | Повзрослевший Ксандер                      | Серия: «Долгий привал»                                                         |
| 2010 | Тихий океан         | The Pacific           | Рядовой первого класса Лью «Гусь» Джергенс | Мини-сериал, 6 серий                                                           |
| 2010 | Царство животных    | Animal Kingdom        | Питер Симмонс                              |                                                                                |
| 2015 | Плоть и кости       | Flesh and Bone        | Брайан                                     | Мини-сериал, 8 серий                                                           |
| 2016 | Сосны               | Wayward Pines         | Ксандер Бек                                | 10 серий                                                                       |
| 2019 | Самый громкий голос | The Loudest Voice     | Джеймс Мердок                              | Мини-сериал, 2 серии                                                           |
| 2019 | Микстейп            | Soundtrack            | Пит Фейрман                                | Серия: «Трек 8: Джиджи и Джин»                                                 |
| 2020 | Шериф               | Deputy                | Помощник Картер                            | 6 серий                                                                        |
| 2022 | Багровое озеро      | Troppo                | Брюс                                       | 3 серии                                                                        |
| 2023 | Харли Квинн         | Harley Quinn          | Капитан Бумеранг                           | Серия: «Очень проблематичное специальное предложение ко Дню святого Валентина» |